# انستیتو پاستور ایران
انستیتو پاستور ایران موسسه‌ای تحقیقاتی، تولیدی، خدماتی و آموزشی است که با هدف تأمین بهداشت و سلامت جامعه راه‌اندازی شده است و در طول تاریخ صد سالهٔ خود در جهت کنترل بسیاری از بیماری‌های عفونی در کشور و دنیا نقش مهمی ایفا کرده است. این انستیتو از سال ۱۹۲۰ یکی از پیشگامان و قطب‌های مهم تولید واکسن در منطقه بوده است.
پس از جنگ جهانی اول، با توجه به اینکه ایران درگیر قحطی و گسترش بیماری‌های عفونی شده بود، در ۲۹ دی‌ماه ۱۲۹۸ موافقت‌نامه‌ای بین انستیتو پاستور پاریس و وزارت امور خارجه ایران به امضاء رسید و بدین ترتیب دهمین انستیتو پاستور در شبکه بین‌المللی انستیتو پاستور تأسیس شد. اولین انستیتو پاستور، ۳۲ سال قبل از آن، در سال ۱۸۸۷، در پاریس تأسیس شده بود. هدف لویی پاستور از تأسیس شعب انستیتو پاستور مبارزه با بیماری‌های عفونی بود.
انستیتو پاستور ایران در طول دوره خدمت خود، پایه‌گذار حرکات علمی متعدد دیگری نیز بوده است که تأسیس دهکدهٔ جذامی‌ها، راه اندازی سازمان انتقال خون در ایران، ضدعفونی‌کردن آب شهر تهران از این جمله است.
تعدادی از کارکنان این انستیتو در حین ماموریت‌های میدانی خود در اقصی نقاط کشور فوت شده‌اند که از آن جمله می‌توان به آقایان عباس آذرنیا، میرعظیم قاسمی و غلامرضا کتابی اشاره کرد. آقای محسن حسن‌زاده نیز در اثر ابتلا به طاعون در آزمایشگاه درگذشت.
و محمد خیراله زاده که در حین تحقیقات مبتلا به طاعون گردید و بنا به تشخیص خود درمان شد
تأسیس انستیتو پاستور ایران در یک قرن فعالیت، اثرات مثبت فراوانی بر بهداشت و سلامت عمومی در ایران داشته است. این مؤسسه با فعالیت‌های درخشان خود گام‌های بزرگی در جهت پیشگیری و کنترل بیماری‌های واگیر برداشته و اعتبار و وجهه قابل توجهی را با این خدمات در سطح ملی و بین‌المللی کسب کرده است.
انستیتو پاستور ایران با این سابقه درخشان می‌تواند به‌عنوان یکی از اعضای اصلی نظام بهداشتی و پژوهشی کشور، نقش مهم خود را ایفا نماید.

## ساختمان انستیتو
عبدالحسین میرزا فرمانفرما در سال ۱۲۹۲، یکی از املاک شخصی خودش را برای تأسیس ساختمان انستیتو پاستور ایران، وقف نمود. شعب دیگر انستیتو در تهران در شمیرانات (واقف: صبار میرزا فرمانفرما) و خیابان قائم مقام (ذبیح‌الله ممیززاده) و شعبه‌های آمل (زهرا تاجر مشائی) و اکنلوی همدان (منوچهر قره گزلو) نیز بر پایه وقف بنا شده‌اند.

## رؤسای انستیتو[۷]
در سال ۱۲۹۹، ژوزف منار فرانسوی به عنوان اولین رئیس انستیتو پاستور به ایران آمد. منار، انستیتو پاستور را در ساختمانی اجاره‌ای در خیابان استخر تأسیس نمود و همزمان با راه‌اندازی آزمایشگاه‌های متعدد، شروع به تولید واکسن و سرم کرد.
در سال ۱۳۰۴، جین فرانسیس کراندل، به‌عنوان دومین رئیس فرانسوی انستیتو پاستور ایران انتخاب شد و فعالیت‌های آن را توسعه داد. کراندل ۱۰ سال بعد در سال ۱۳۱۳ در تهران درگذشت و رنه لگرو به عنوان مدیر علمی انستیتو پاستور تعیین شد.
در سال‌های قبل از جنگ جهانی دوم که تعداد آزمایشگاه‌ها خیلی محدود بود، اکثر مشکلات بهداشتی کشور از طریق انستیتو پاستور ایران برطرف می‌شد که یکی از آن فعالیت‌ها بررسی بهداشتی قرنطینه‌های کشور بود. انستیتو پاستور ایران، اولین مؤسسه و مرکز تحقیقاتی در حوزه علوم پزشکی در کشور نیز محسوب می‌شود.
در سال ۱۳۲۵ موافقت‌نامه همکاری‌های جدید علمی بین انستیتو پاستور پاریس و انستیتو پاستور ایران به امضاء رسید؛ انستیتو پاستور ایران از نظر مالی و اداری مستقل شد و زیر نظر یک شورای عالی به ریاست وزیر بهداری وقت فعالیت‌های جدید خود را آغاز نمود. در این زمان مارسل بالتازار به‌عنوان چهارمین و آخرین رئیس فرانسوی به تهران آمد. بالتازار تا سال ۱۳۴۰ رئیس انستیتو پاستور ایران بود و ساختارها و فعالیت‌های مختلف انستیتو پاستور را متحول کرد بعد از آن تا سال ۱۳۴۵ به سمت مشاور علمی انستیتو پاستور ایران ادامه خدمت داد.
مهدی قدسی به‌عنوان اولین ایرانی در سال ۱۳۴۱ به ریاست انستیتو پاستور ایران انتخاب شد و این مسئولیت را تا سال ۱۳۴۸ به عهده داشت. بعد از قدسی به ترتیب مصطفی ناموری (۱۳۵۰–۱۳۴۸)، صبار فرمانفرمائیان (۱۳۵۶–۱۳۵۰)، امیر منصور سرداری (۱۳۵۷–۱۳۵۶)، فرخ مدبر (۱۳۵۷)، رسول پورنکی (۱۳۵۷)، مصطفی پور تقوا (۱۳۵۷)، منصور شمسا (۱۳۵۸)، هادی ولایی (۱۳۵۸)، علی رحمانی (۱۳۵۹)، احد میلانی‌نیا (۱۳۷۰–۱۳۶۲)، محمدرضا زالی (۱۳۷۲–۱۳۷۰)، مرتضی آذرنوش (۱۳۷۹–۱۳۷۲)، محمد تقی‌خانی (۱۳۸۴–۱۳۷۹)، عبدالحسین روح‌الامینی (۱۳۸۷–۱۳۸۴)، محمدحسین مدرسی (۱۳۸۹–۱۳۸۷)، مصطفی قانعی (۱۳۹۲–۱۳۹۰)، سعید بوذری (۱۳۹۲)، مصطفی قانعی (۱۳۹۶–۱۳۹۲)، علیرضا بیگلری (۱۴۰۱–۱۳۹۶)، رحیم سروری (۱۴۰۳–۱۴۰۱) و هم‌اکنون احسان مصطفوی (اکنون–۱۴۰۳) مسئولیت ریاست انستیتو پاستور ایران را بر عهده داشته‌اند.

## بخش‌های انستیتو
انستیتو پاستور ایران در سال‌های اولیه تأسیس شامل بخش‌های مایه‌کوبی، اپیدمیولوژی، آبله، ویروس‌شناسی، سل، شیمی، هاری، میکروب‌شناسی، واکسن‌سازی و ب.ث. ژ بوده است.
با تأسیس انستیتو پاستور در ایران، تهیه واکسن آبله و آبله‌کوبی در کشور متداول شد. واکسن‌های تولیدی آبله انستیتو پاستور ایران، کشورهای عراق، افغانستان و مصر را هم تحت پوشش خود قرارداد. محققان انستیتو پاستور در سال‌های بعد نقش مهمی در ریشه کنی آبله در منطقه خاورمیانه شرقی ایفا نمودند.
ابوالقاسم بهرامی در اوایل سال ۱۳۰۱ به انستیتو پاستور پاریس رفت و با سوش تاریخی پاستور به تهران بازگشت و بخش هاری انستیتو پاستور را دایر نمود. هاری در آن زمان یک مشکل جدی بهداشتی در کشور بود. با درمان کلاسیکی که در آن زمان دنبال می‌شد حدود ۳۰٪ از هار گزیدگان در اثر بیماری می‌مردند. روش توأمان تزریق سرم و واکسن، که کارایی آن را تیم‌های تحقیقاتی انستیتو پاستور ایران نشان دادند، به زودی در دستورالعمل درمان و پیشگیری سازمان جهانی بهداشت قرار گرفت. انستیتو پاستور ایران را فقط با این مداخله بهداشتی افراد هارگزیده می‌توان در زمره نجات‌دهندگان بشریت به‌شمار آورد. به پاس خدمات ارزشمند این بخش در سطح منطقه و بین‌المللی، در سال ۱۳۵۲ این بخش به عنوان دفتر همکار سازمان جهانی بهداشت برای کنترل و تحقیقات هاری انتخاب شد.
بخش ب.ث.ژ. نیز بعد از اتمام جنگ جهانی دوم تأسیس شد و ۲۳۸ میلیون کودک از ۲۲ کشور جهان از واکسن ب.ث. ژ ساخت انستیتو پاستور ایران استفاده کردند.
بعضی بیماری‌های ویروسی نظیر فلج اطفال نیز از نخستین روز تأسیس مورد مطالعه این مؤسسه بوده است.
در اوایل تأسیس انستیتو پاستور ایران، مطالعه بیماری سل نیز در کشور آغاز شد. پس از آن که انستیتو پاستور ایران در سال ۱۳۳۱ مسئله مبارزه با سل را عنوان کرد، سازمان مبارزه با سل در کشور راه‌اندازی شد.
بخش واکسن‌های کشته و میکروب‌شناسی نیز دهه‌ها وظایف سنگینی را انجام داد. مهم‌ترین بیماری میکروبی بومی ایران بیماری حصبه بود که انستیتو پاستور ایران از همان سال‌های اول تأسیس، واکسن ضد حصبه را بر اساس میکروب‌های بومی تهیه نمود.
در پنجاه سال اول تأسیس انستیتو پاستور ایران اپیدمی‌های متعدد وبا در ایران اتفاق افتاد و انستیتو پاستور ایران به کارخانهٔ بزرگ تولید واکسن وبا تبدیل شد. با واکسن ساخته‌شدهٔ وبا در تهران، کمبود واکسن در انستیتو پاستور پاریس هم جبران شد.
بخش اپیدمیولوژی نیز به همت بالتازار در سال ۱۳۲۵ تأسیس شد و فعالیت‌های علمی جدیدی در کشور آغاز نمود. این بخش، یک مرکز آموزش عملی اپیدمیولوژی در کشور شد که محققان ایرانی و خارجی را با خود به مناطق تحت مطالعه می‌برد و شیوهٔ مطالعات و کاوش‌های علمی را به آن‌ها می‌آموخت. یکی از بیماری‌هایی که در زمان جنگ جهانی دوم پاندمی شد و باعث تلفات بسیار شد، تب راجعهٔ شپشی بود. تحقیقات مستمر در بخش اپیدمیولوژی باعث کنترل این بیماری در کشور شد. کارشناسان انستیتو پاستور کارهای ماندگاری نیز برای کنترل تب راجعه کنه ای در کشور انجام دادند.
در سال ۱۳۲۵، طاعون در کردستان شایع شد. بخش اپیدمیولوژی با انتخاب کارشناسان لایق و تهیه آزمایشگاه صحرایی طی سال‌های متوالی مطالعات وسیعی را انجام داد و این بیماری را در غرب و شمال غربی کشور کنترل کرد. در اپیدمی‌های طاعون در سال‌های ۱۳۲۵ تا ۱۳۴۴، گروه‌های اعزامی انستیتو پاستور تعداد زیادی از افراد مبتلا را از مرگ نجات دادند.
همزمان با تأسیس بخش شیمی، با تدارک سرم‌های تزریقی کمک شایانی به مراکز درمانی کشور شد. واحد خون در این بخش نیز به بررسی‌های علمی در این زمینه پرداخت.
گروه‌های تحقیقاتی انستیتو پاستور ایران در دهه‌های اول تأسیس مطالعاتی را نیز بر روی سایر بیماری‌های عفونی شایع در ایران نظیر آربوویروس‌ها و تولارمی انجام دادند.
با گذشت زمان، بر بخش‌های تحقیقاتی انستیتو پاستور ایران متناسب با نیازهای جامعه افزوده شد و امروزه این انستیتو با ۶ گروه تحقیقاتی و ۲۰ بخش تحقیقاتی به فعالیت خود ادامه می‌دهد.

## فعالیت‌های بعد از انقلاب

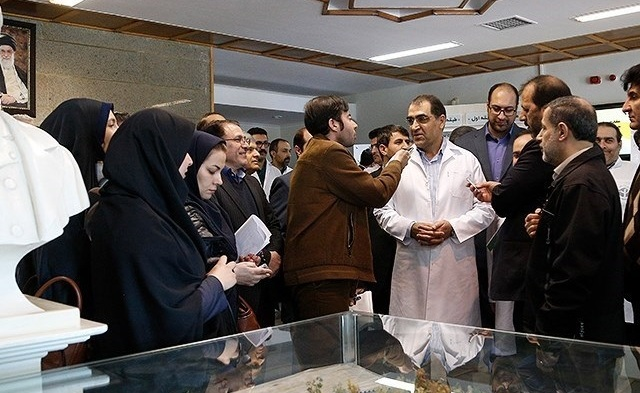
بهره‌برداری از مجموعه پروژه‌های انستیتو پاستور توسط وزیر پیشین بهداشت حسن قاضی‌زاده هاشمی

از اوایل دهه ۷۰ با شروع دوره آموزشی فراورده‌های بیولوژیک، گام‌های مؤثری در خصوص راه اندازی مهندسی ژنتیک و پروتئین‌های نوترکیب در انستیتو پاستور ایران انجام شد و این انستیتو نقش مهمی را در توسعه دانش بیوتکنولوژی و تولید داروهای مورد نیاز کشور ایفا نمود.
در حال حاضر سیاست تحقیقاتی که در این انستیتو دنبال می‌شود انجام تحقیقات پایه و کاربردی در زمینه تحقیق و تشخیص و ارائه روش‌های کنترل بیماری‌های مختلف با تمرکز بر بیماری‌های عفونی و انجام پروژه‌های تحقیقاتی مشترک با مراکز داخل و خارج از کشور است.
انستیتو پاستور ایران در کنار مؤسسه رازی یکی از ارکان تولید واکسن‌های انسانی در کشور است. با توجه به نیاز روزافزون به واکسن، فراورده‌های نوترکیب و محلول‌های تزریقی، مجتمع تولیدی کرج در سال ۱۳۶۷ فعالیت خود را آغاز نمود. این مجتمع در بخش فراهم سازی زیرساخت‌های تولیدی اقدامات شایسته‌ای انجام داده است و توسعه فعالیت‌های آن در دستور کار مسئولان انستیتو پاستور است.
آزمایشگاه‌های تشخیصی مرجع کشوری در انستیتو پاستور ایران، این مؤسسه را به مرکز مرجع تشخیص بیماری‌های عفونی در کشور تبدیل کرده است.
انستیتو پاستور ایران در حال حاضر در مقطع دکترای تخصصی در ۴ رشته و در مقطع کارشناسی ارشد در یک رشته به آموزش دانشجویان اقدام می‌نماید. این انستیتو در سال‌های اخیر رتبه اول را بین دانشگاه‌های علوم پزشکی تیپ دوم و موسسات پژوهشی علوم پزشکی کشور داشته است.
انستیتو پاستور ایران از نظر دو شاخص تعداد «مقاله به ازای هر عضو هیئت علمی» و تعداد «استناد به هر مقاله»، بالاترین رتبه را در بین تمام دانشگاه‌ها و مراکز تحقیقاتی علوم پزشکی کشور دارد.

## محصولات
فعالیت‌های تولیدی فعلی انستیتو شامل تولید واکسن هپاتیت ب نوترکیب، واکسن هاری دامی، آب خالص و آب تزریقی، فرمولاسیون محصولات نوترکیب، واکسن‌ها به‌صورت مایع و لیوفیلیزه تحت شرایط آسپتیک، تولید واکسن لیوفیلیزه ب.ث. ژ، تولید مایع غلیظ اینتراوزیکال ب.ث. ژ، تهیه حلال ب.ث. ژ، گلیکوپروتئین نوترکیب gp63 لیشمانیا ماژور، تولید هفت نوع محلول تزریقی با حجم زیاد (LVP) و ۹ نوع محلول تزریقی با حجم کم، تکثیر و پرورش حیوانات آزمایشگاهی مختلف، ساخت محیط‌های کشت سلولی و میکروبی، تولید انواع آنتی‌ژن تست ویدال و آنتی‌ژن رایت و کیت تشخیص ویبریو کلرا است.